# SMACS J0723.3-7327
SMACS J0723.3-7327 es un cúmulo de galaxias con una distancia comóvil de 5.120 millones de años luz, dentro de la constelación austral de Volans (RA/Dec = 07 h 23 m 21 s, -73°26′21″). Es un trozo de cielo visible desde el hemisferio sur de la Tierra y, a menudo, es visitado por el Hubble y otros telescopios en busca del pasado profundo. Fue el objetivo de la primera imagen a todo color revelada por el telescopio espacial James Webb, obtenida con el NIRCam, con espectros incluidos, que muestran corrimiento al rojo que implican objetos de 13 100 millones de años de antigüedad. Ha sido observado previamente por el telescopio espacial Hubble como parte de la Estudio Masivo de Cúmulos del sur (SMACS), así como por Planck y Chandra.